# 松崎和彦
松崎 和彦（まつざき かずひこ、1969年2月18日 - ）は、日本のプロレスラー、空手家。以前は松崎 駿馬（まつざき しゅんめ）というリングネームを名乗っていた。
1990年代から続く（ド）インディープロレスの栄枯盛衰を知る生き字引のような存在であり、基本に忠実なプロレスリングはいぶし銀と呼ばれ評価が高く、今もなお数多くの団体に出場している。

## 経歴
1989年、20歳の時にパイオニア戦志に入門。
パイオニア戦志が崩壊後は後継団体となるオリエンタルプロレスに移籍し、1992年7月27日、オリエンタルプロレス徳島市立体育館大会の安宰弘戦でデビュー。
1993年、IWA流山のメンバーとしてインディー団体統括組織「レスリング・ユニオン」（のちのユニオンプロレス）に参加。
東京プロレス、湘南プロレスを経て、1997年に石川敬士率いる新東京プロレスに入団。石川、川畑輝鎮、奥村茂雄と石川一家として活動。
1998年には新東京に来日した若手時代のエッジ&クリスチャンともタッグで対戦している。
同年の新東京プロレス解散後は大日本プロレスに入団。1999年9月7日、『神風』とのコンビでBJW認定タッグ王座を獲得。
2003年8月をもって大日本プロレスを退団。9月、その年旗揚げしたWJプロレスに参戦。
2012年より大仁田厚率いる「邪道軍」に参加。
2015年7月20日、熊本で行われた「火の国格闘伝説 LEGEND 6」で天田ヒロミと異種格闘技戦を行うが、4分52秒KO負け。
2018年6月23日、復活したNWA認定ミズーリ州ヘビー級王座決定戦で田馬場貴裕を下し王座を獲得。
2020年現在は、TTTプロレスリング、プロレスリングアライヴ&メジャーズ、COMBO、イーグルプロレス、ファイト・オブ・ザ・リング、夢闘派プロレスリングなどに参戦している。また誠心会館川崎支部長として空手の指導にあたっている。
2020年7月5日、プロレスリングアライヴ&メジャーズに入団。

## タイトル歴
- BJW認定タッグ王座 - 第9代（パートナーは『神風』）
- CCWカナディアンヘビー級王座
- NWA認定ミズーリ州ヘビー級王座
- 頑固ヘビー級王座 - 第4代

## 得意技
伝統芸能ネックブリーカー
バックドロップ

## 入場曲
- 京浜狂走曲（クレイジーケンバンド）